# Oval (banda)
Oval é um projeto (banda) de música eletrônica da Alemanha, fundado por Markus Popp, Sebastian Oschatz, e Frank Metzger em 1991. Oschatz e Metzger deixaram o grupo em 1995.
Oval foi o pioneiro do chamado estilo glitch (ruído, defeito, erro, estalo), um gênero de música eletrônica que adiciona ao produto final o som do áudio danificado gerado pela falha do equipamento digital. Desprezando o uso de sintetizadores, Oval, em vez disso, deliberadamente tracejava a superfície de CDs com canetas hidrográficas para, em seguida, processar a paleta de sons fragmentados e criar diversos estilos rítmicos eletrônicos.
As apresentações do Oval acontecem sob a forma de performances e instalações sonoras, eles já se apresentaram várias vezes na Alemanha e na Inglaterra em exposições e mostras de arte moderna. Em 3 de Abril de 2009, Oval expôs seu trabalho sonoro na Galerie Adamski, em Berlim, Alemanha.
Oval são patrocinados pelo Instituto Goethe, que ajudou a financiar muitas das suas instalações.
Além do Oval, Markus Popp participa do Microstoria, um projeto musical em colaboração com St. Werner do Mouse On Mars.

## Discografia

### Álbuns
- Wohnton (Ata Tak/1993)
- Systemisch (Mille Plateaux/1994)
- 94 Diskont (Mille Plateaux/1995)
- Dok (Thrill Jockey/1998)
- Szenariodisk (Thrill Jockey/1999)
- Ovalprocess (Form and Function/2000)
- Pre/Commers (Thrill Jockey/2001)
- Ovalcommers (Form and Function/2001)
- Oh (Thrill Jockey/2010)
- O (Thrill Jockey/2010)

### Informações
- Thrill Jockey Records: Oval
- Oval (em inglês) no AllMusic
- Oval (banda) (em inglês) no Discogs
- Discografia de Oval no MusicBrainz
- Oval (banda) no Myspace
- Oval (banda) no Last.fm

### Entrevistas
- Entrevista de Markus Popp com Marc Weidenbaum, Disquiet, 1997.
- Entrevista de Markus Popp com Sam Inglis, Sound on Sound, 2002.